# Schwedenbrücke
Le Schwedenbrücke est un pont de Vienne en Autriche, au-dessus du canal du Danube, entre Innere Stadt et Leopoldstadt.

## Histoire
En 1368, on mentionne un pont de bois sur le bras du Danube. Jusqu'en 1782, il est la seule liaison fixe en passant par l'Unteren Werd, une grande île dans la région de Leopoldstadt d'aujourd'hui, situé quelque peu en aval de la Rotenturmstraße. En raison des glaces et des inondations, il est reconstruit à maintes reprises, c'est pourquoi il est remplacé en 1819 par le nouveau pont, le pont Ferdinand, muni d'un pilier central en pierre, qui porte le nom du prince héritier. En 1850, le quartier de Leopoldstadt est institué. En 1860, après la démolition de l'enceinte de la ville, le Franz-Josefs-Kai est achevé, l'accès au pont le long du canal du Danube est possible. En 1865, le pont Ferdinand est élargi. À partir de 1882, le tramway traverse le pont à partir de la Taborstraße, d'abord avec des chevaux, puis en 1900 avec une opération électrique. Le 6 août 1901, dans le cadre de la dernière partie de la Wiener Stadtbahn, la ligne de canal de Danube ouvre avec la station Ferdinandsbrücke.
Le 21 mai 1909, le pont est démoli en faveur d'un nouveau pont en arc, le plus grand sur le canal du Danube, qui ouvre le 27 avril 1911.
Otto Wagner est responsable de la réalisation artistique du nouveau pont. Peu de temps avant l'ouverture du pont, après une promenade le long du Franz-Josefs-Kai, le prince héritier François-Ferdinand demande l'illumination des quatre pylônes entourant le pont, qui sont très similaires à des cheminées. La tâche réelle des pylônes est, entre autres choses, la dérivation plus favorable des forces horizontales. Les quatre piliers portant les allégories visent non seulement à symboliser les quatre éléments, mais aussi à établir un lien entre le feu et le tramway, la régulation de l'eau et du canal du Danube, l'importance de l'air et de l'hygiène dans les canaux collecteurs.
En 1919, comme pour la Schwedenplatz (anciennement Ferdinandsplatz), le nouveau nom est un hommage à la Suède, en souvenir de l'aide humanitaire pour les enfants viennois, que le pays a recueillis au moment de la Première Guerre mondiale. Lors d'un bombardement sur Vienne en 1945 la majorité du Franz-Josefs-Kai et le pont sont détruits, après la réparation provisoire la circulation est permise en 1946. De 1945 à 1955, la frontière entre le secteur soviétique de Vienne, qui comprend le 2e arrondissement, et le secteur interallié (1er arrondissement), où les forces d'occupation changent mensuellement, est situé sur le pont. Le Schwedenbrücke, conçu selon les plans de Fritz Leonhardt et de Adolf Hoch, est le premier pont en béton précontraint de Vienne, construit de 1954 à 1955.
Le niveau du Schwedenbrücke, observé pendant de nombreuses années, est utilisé au tournant du XIXe siècle au XXe siècle pour définir un système de référence altimétrique viennois. Ce zéro dit viennois correspond à un niveau de 4 mètres au-dessus du niveau zéro et à une hauteur de 156,68 m au-dessus de la mer Adriatique.
La dernière inondation en août 2002 a atteint 0,6 m au-dessus du zéro de Vienne. Une grande inondation centenaire pourrait encore être supérieure de 50 cm, mais ne causerait guère de dégâts, grâce aux régulations du Danube des XIXe siècle et XXe siècle dans la ville.
Le graffeur australien Lush Sux crée sur un pilier en-dessous du tablier une œuvre en août 2017, représentant le président américain Donald Trump avec la coiffure du dirigeant nord-coréen Kim Jong-un et vice versa.

## Source de la traduction
- (de) Cet article est partiellement ou en totalité issu de l’article de Wikipédia en allemand intitulé « Schwedenbrücke » (voir la liste des auteurs).